# حسام عبدالله
حسام عبدالله (انگلیسی: Hossam Abdalla؛ زادهٔ ۱۶ فوریهٔ ۱۹۸۸) بازیکن والیبال اهل مصر است.
از باشگاه‌هایی که در آن بازی کرده‌است می‌توان به باشگاه والیبال الاهلی اشاره کرد.